# Let Go (álbum de Avril Lavigne)
Let Go —en español: «Déjalo Ir»— es el primer álbum de estudio de la cantautora canadiense Avril Lavigne, lanzado el 4 de junio de 2002. Durante un año, después de firmar un contrato discográfico con Arista Records, Lavigne tuvo que lidiar con los conflictos de la dirección musical del disco. Se trasladó a Los Ángeles, California y comenzó a grabar material para el álbum, pero el estilo de la música no era del tipo que buscaba la discográfica, y tuvo que replantear su visión del álbum junto al equipo de producción The Matrix.
El álbum fue reconocido como el mayor debut pop del 2002. Obtuvo mayoritariamente comentarios positivos, aunque la composición de Lavigne tuvo algunas críticas. Let Go fue siete veces disco de platino en Estados Unidos y también tuvo buena recepción en Canadá, donde obtuvo disco de diamante. También alcanzó varios discos de platino diferentes países del mundo, incluyendo el Reino Unido, en donde se convirtió en la solista femenina más joven en obtener un álbum número uno.
Hasta febrero del 2021 ha vendido más de 24 millones copias en todo el mundo convirtiéndose en uno de los diez álbumes más vendidos de la década de 2000. Siendo un éxito total, el álbum tuvo 3 sencillos consecutivos en número 1. Según Billboard, el álbum ocupa la posición 21 de los mejores de la década del 2000, y según Rolling Stone está en el número cuatro. En el año 2003 el álbum aún no había perdido su popularidad ya que vendió 7,0 millones de copias y se convirtió en el quinto álbum más vendido del año.

## Antecedentes
Después de firmar con Arista Records en noviembre del 2000, con la autorización y asistencia de Antonio "L.A." Reid, Avril se trasladó a Nueva York. Allí comenzó a trabajar en su álbum debut, Let Go, colaborando con una gran cantidad de compositores y productores. Durante seis meses, el sello de Lavigne envió a dos coautores, que trabajaron con ella. Reid esperaba que grabara canciones folk, porque el la conoció cuando ella cantaba baladas country. Sin embargo, la gente no aceptaría a «una chica que acababa de descubrir la guitarra de rock». Durante un año, no tuvieron evolución, y estuvo a punto de dejar la disquera. Arista le propuso canciones escritas por otros compositores, pero ella se negó, insistiendo en que quería escribir canciones a sí misma.
Lavigne se trasladó a Los Ángeles, California, donde colaboró con Clif Magness, compositor y productor, quien le dio un amplio control creativo en el proceso de escritura. Ella y Magness escribieron «Losing Grip» y «Unwanted», canciones que consideró un reflejo de todo el álbum. Sin embargo, Arista no estaba muy emocionado con las canciones que Avril estaba escribiendo, lo que provocó que la discográfica buscara otros productores que coincidieran con sus demandas.
Dos años desde que se firmó el acuerdo, Lavigne, quien era entonces desconocida, llamó la atención del equipo de producción de The Matrix. Arista no pudo encontrar la dirección correcta para Avril, así que el mánager del equipo sugirió que trabajan juntos: «¿Por qué no pasa junto a The Matrix de un par de días?» Luego de ir con The Matrix hablaron durante una hora: «Nos dimos cuenta que ella no era feliz, pero aún no entendía que tenía que hacer». Ellos serían capaces de escribir las canciones que la disquera quería que Lavigne cantara. Sin embargo, Lavigne se despidió, diciendo que quería canciones inclinadas al punk rock. Ellos le mostraron una canción que habían grabado, una pista con sonidos de la talla de la banda de rock, System of a Down, y a ella le encantó, por lo que fácilmente descubrieron lo que Avril quería grabar y sabían exactamente qué hacer con ella. Le dijeron que volviera al día siguiente, y juntos escribieron «Complicated» y «Falling Down» (Que apareció en la banda sonora de Sweet Home Alabama). Ese día, Lavigne descubrió el camino que ella debía tomar.
Cuando el ejecutivo de Arista Records con el que firmó el acuerdo escuchó la canción, sabía que era correcto para ella. Presentó la canción a Reid, quien aceptó la dirección musical que Avril y The Matrix estaban tomando, y eligieron «Complicated» como el primer sencillo del álbum. Reid envió a Lavigne de nuevo con The Matrix para trabajar con ellos. Arista le dio al equipo un cheque en blanco para escribir y producir 10 canciones. Reid sugirió que álbum se nombrara, Anything but Ordinary, como la canción del mismo nombre que The Matrix produce, pero ella se negó.

## Escritura y grabación
Con The Matrix, Lavigne grabó en los estudios Decoy, situado en un suburbio de Los Ángeles conocido como Valley Village. También trabajó con el productor y compositor Curt Frasca y Peter Zizzo, en su estudio de Manhattan.
Presentada como una cantante y compositora, la participación de Avril tuvo problemas importantes, ya que esto ha implicado que ella es la autora principal del álbum. Según Lavigne, ella escribió todas las letras de canciones junto a otros coautores.
The Matrix produjo seis canciones de Avril, cinco de los que aparecen en el álbum. Según ellos, Lavigne escribió gran parte de los tres singles: «Complicated», «Sk8er Boi» y «I'm with You», que fueron concebidos con una guitarra y piano. «Avril entraba a cantar algunas melodías, mientras cambiaba una palabra aquí o allá». Reid complementa el tema: «Avril tenía la libertad para hacer lo que realmente quisiera, y las canciones muestran su punto de vista. Avril ha estado siempre confiada acerca de sus ideas»
A pesar de que necesitaba canciones pop para entrar en la industria, Lavigne siente que «Complicated» no la refleja a ella y sus habilidades como compositora. Sin embargo, está agradecida por la canción que lanzó con éxito su carrera. Ella reconoce que su canción favorita del álbum es «Losing Grip», porque es más importante cuando el artista se siente reflejado e identificado con su música, y esta canción habla de ella directamente. Debido a la influencia del pop y de rock al escribir el álbum, Let Go ha sido identificado con una variedad de géneros que van desde rock alternativo y post-grunge, hasta pop rock y pop punk.

## Lanzamiento y promoción

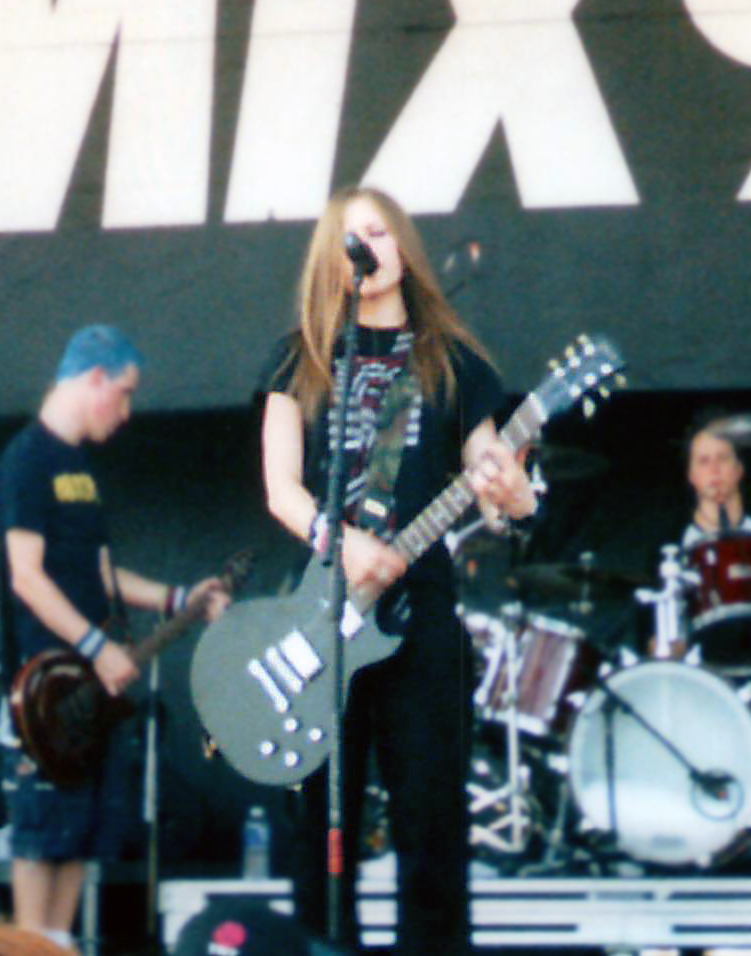
Avril Lavigne en un concierto promocional de su disco.

El álbum fue lanzado el 4 de junio de 2002, en Canadá y Estados Unidos. Más tarde, el 22 de julio, Let Go llegó a las tiendas discográficas en todo el mundo, y el 26 de agosto en algunas partes de Europa, incluyendo el Reino Unido e Irlanda.
El 23 de enero de 2003 se embarcó en su primera gira, Try to Shut Me Up Tour, y terminó el 4 de junio del mismo año. Lavigne salió de gira con su banda, el baterista Matthew Brann, el bajista Mark Spicoluk, y los guitarristas Jesse Colburn y Evan Taubenfeld, que se había agrupado después de firmar su contrato discográfico. En la gira, que incluyó todas las canciones de Let Go, los lados-B y las versiones de «Knockin' on Heaven's Door» de Bob Dylan y Basket Case de Green Day.
Lavigne filmó su actuación en Buffalo, Nueva York, el 18 de mayo de 2003, la fecha final de su gira por Norteamérica. El DVD My World fue lanzado el 4 de noviembre de 2003, en la empresa conjunta por Arista Records y la 20th Century Fox Home Entertainment. El DVD incluye el concierto, un especial detrás de las escenas, cinco vídeos musicales y un bonus de seis canciones, que incluye cuatro temas inéditos.

### Sencillos
- «Complicated» fue el primer sencillo del álbum. Su lanzamiento tuvo un gran impacto en la carrera de Lavigne, y aumentó las ventas del álbum significativamente. La canción fue nominada para dos premios Grammy, llegó al número dos en el Billboard Hot 100 de los Estados Unidos, número tres en Reino Unido y número uno en Australia y Nueva Zelanda.

- «Sk8er Boi» fue el segundo sencillo, con un giro de pop punk. La canción llegó al top 10 en Billboard Hot 100, Reino Unido, Australia y Nueva Zelanda. No obstante, sigue siendo una de las canciones más grandes en la carrera de Lavigne hasta la fecha. En Reino Unido, el sencillo ayudó al álbum a alcanzar la posición número uno, solo una semana después de que el sencillo fuera lanzado.[12]

- «I'm with You», el tercer sencillo, llegó  al número cuatro en el Billboard Hot 100 de Estados Unidos, número cinco en Nueva Zelanda, número siete en Reino Unido, y diecisiete en Canadá. Un año después fue nominada para dos premios Grammy al igual que Complicated el año anterior.

- «Losing Grip» fue el cuarto sencillo y la canción favorita de Lavigne. Era el sencillo menos comercial, con estilo rock, por lo que tuvo poca rotación en la radio y en la televisión de Estados Unidos, llegando al número sesenta y cuatro del Billboard Hot 100, más de cincuenta espacios más abajo que sus tres predecesores. Obtuvo el puesto veintidós en Reino Unido y llegó al número veinte en Australia, pero fue nominada para un Grammy.

### Otras canciones
Otras canciones fueron lanzadas sencillos radiales. «Mobile», fue lanzado solo en Australia y Nueva Zelanda. En 2011, un vídeo musical para la canción se filtró en Internet, a partir de material de archivo oficial que nunca se terminó.
«Unwanted», fue lanzado como sencillo en el Reino Unido. «Things I'll Never Say» en Italia, y «Tomorrow» apareció en un episodio de la segunda temporada de la serie Smallville y ha llegado a ser muy popular entre sus fanes al dedicársela a su abuelo en un concierto, cuando acababa de morir.

## Recepción crítica
Let Go recibió comentarios en general favorables de la crítica, ganando 68 puntos en Metacritic basado en los comentarios intercalados de 7 publicaciones. La revista Rolling Stone escribió que el álbum «viene totalmente cargada con una docena de himnos infecciosos». Blashill felicitó a Lavigne por tener una gran voz, agregando que el álbum fue hecho a mano con «un personal calificado de hacedores de éxitos». Allmusic dijo que Lavigne «maneja una variedad de estilos con destreza». Sin embargo, opinó que «a su edad, uno se imagina que sigue encontrando sus pies, adoptando la música con la que ha crecido escuchando».
Algunos críticos tienen comentarios similares hacia la calidad de las letras de algunas canciones en el álbum. Allmusic dijo que Lavigne «todavía tiene que madurar para hacer líricamente», afirmando que «Sk8er Boi» tiene deficiencias líricas y llamando a la redacción de «Too Much to Ask», torpe y tonta a veces.
El álbum ganó numerosos premios. El éxito comercial del álbum llevó a Lavigne a ser nombrada como el mejor artista nuevo, así como ganar un World Music Award a la mejor-venta canadiense. Ganó tres premios MTV Asia. Recibió ocho nominaciones para el álbum en los premios Grammy de 2003 y 2004. Lavigne fue nominada a seis categorías en los Juno Awards de los cuales ganó cuatro.

## Rendimiento comercial
Let Go fue un éxito comercial en los Estados Unidos, ganando los elogios de la revista Entertainment Weekly como uno de los álbumes debut más grande del Rock de 2002. El álbum debutó en el Billboard 200 con 62 mil unidades vendidas. Su debut en alta fue impulsado por el éxito de «Complicated», que estuvo en rotación en MTV. El aumento de las ventas semanales permitió al álbum, permanecer dentro de los 10 primeros de la cartelera durante 37 semanas. El álbum vendió al menos 100 mil copias semanales hasta finales de 2002, fácilmente acumulando más de dos millones de unidades vendidas. En un informe de diciembre de 2002 por la revista Entertainment Weekly, el álbum había vendido más de 3 millones de copias, convirtiéndose en el tercer álbum más vendido de 2002 en los Estados Unidos. Fue certificado doble platino por la RIAA. Esto le valió a Let Go la distinción como el más alto debut de 2002 y el álbum más vendido por una artista femenina. El 30 de abril de 2003, la RIAA certificó al álbum seis veces platino.
Tras su actuación de apertura en 2002 en los Premios Billboard de la Música, Let Go siguió siendo uno de los más vendidos en las festividades navideñas. A pesar de que había alcanzado un máximo en el número dos, en septiembre de 2002, Let Go aumentó de 3 a 2 en el Billboard 200 el 1 de febrero de 2003. El aumento de las ventas fue con la aparición de Lavigne el 11 de enero en Saturday Night Live como invitada musical de la serie. Durante este tiempo también, Lavigne recibió la cobertura de los medios de comunicación mucho más debido a sus nominaciones a los premios Grammy 2003 y para embarcarse en su primera gira por América del Norte. En el Reino Unido, el álbum tardó más en alcanzar la cima de las listas británicas. En su semana 18 en la cartelera en 2003, el álbum alcanzó el número uno, llegando a la primera posición durante las vacaciones. El aumento internacional del álbum en ventas se atribuyó al éxito continuo de «Sk8er Boi». Let Go es el 12º álbum más vendido de 2003 en el Reino Unido. Ha sido disco de platino en cinco ocasiones por el BPI.
Let Go también tuvo éxito en Canadá, superando las ventas de más de un millón de unidades vendidas en menos de un año. La CRIA certificó de diamante el álbum en mayo de 2003. En Australia, Let Go había sido certificado de platino en siete ocasiones por la ARIA en 2003, con base en las ventas de más de 490 mil unidades de los mayoristas a los minoristas. El álbum es el décimo álbum de mayor venta del año 2002, y el tercera en el año siguiente. A febrero de 2021, el disco sigue siendo el álbum de Lavigne más vendido hasta la fecha, con ventas de más de 24 millones de copias vendidas en el mundo.

## Lista de canciones
Let Go
| N.º   | Título                  | Escritor(es)           | Productor(es)           | Duración |  |
| 1.    | «Losing Grip»           | Avril Lavigne, Magness | Magness                 | 3:53     |  |
| 2.    | «Complicated»           | Lavigne, The Matrix    | The Matrix              | 4:04     |  |
| 3.    | «Sk8er Boi»             | Lavigne, The Matrix    | The Matrix              | 3:24     |  |
| 4.    | «I'm with You»          | Lavigne, The Matrix    | The Matrix              | 3:43     |  |
| 5.    | «Mobile»                | Lavigne, Magness       | Magness                 | 3:31     |  |
| 6.    | «Unwanted»              | Lavigne, Magness       | Magness                 | 3:41     |  |
| 7.    | «Tomorrow»              | Lavigne, Breer, Frasca | Frasca, Breer*          | 3:48     |  |
| 8.    | «Anything But Ordinary» | Lavigne, The Matrix    | The Matrix              | 4:11     |  |
| 9.    | «Things I'll Never Say» | Lavigne, The Matrix    | The Matrix              | 3:43     |  |
| 10.   | «My World»              | Lavigne, Magness       | Magness                 | 3:27     |  |
| 11.   | «Nobody's Fool»         | Lavigne, Peter Zizzo   | Peter Zizzo             | 3:57     |  |
| 12.   | «Too Much to Ask»       | Lavigne, Magness       | Magness                 | 3:45     |  |
| 13.   | «Naked»                 | Lavigne, Breer, Frasca | Magness, Frasca, Breer* | 3:28     |  |
| 48:35 |                         |                        |                         |          |  |

| Canciones descartadas |                                        |                                            |               |          |  |
| N.º                   | Título                                 | Escritor(es)                               | Productor(es) | Duración |  |
| 14.                   | «Breakaway» (cedida a Kelly Clarkson)  | Lavigne, Matthew Gerrard, Brigdet Benenate | Magness       | 4:03     |  |
| 15.                   | «I Don't Give» (lado-B de Complicated) | Lavigne, Magness                           | The Matrix    | 3:42     |  |
| 16.                   | «Get Over It» (lado-B de Sk8er Boi)    | Lavigne, Magness                           | The Matrix    | 3:30     |  |
| 17.                   | «Knocking On Heaven's Door (Cover)»    | Bob Dylan                                  |               | 2:51     |  |
| 18.                   | «Why» (lado-B de Complicated)          | Lavigne, Peter Zizzo                       | The Matrix    | 4:00     |  |
| 64:00                 |                                        |                                            |               |          |  |

## Posicionamiento en las listas

### Semanales
| Lista(2012)                      | Mejor posición |
| -------------------------------- | -------------- |
| Australia (ARIA)                 | 1              |
| Argentina (CAPIF)                | 1              |
| Canadá (Canadian Hot 100)        | 1              |
| Colombia (Colombia Albums Chart) | 1              |
| Países Bajos (MegaCharts)        | 4              |
| Francia (SNEP)                   | 13             |
| Alemania (Media Control Charts)  | 2              |
| Italia (FIMI)                    | 6              |
| Japón (Oricon)                   | 6              |
| Nueva Zelanda (RIANZ)            | 1              |
| Noruega (VG-lista)               | 3              |
| Suecia (Sverigetopplistan)       | 6              |
| Suiza (Schweizer Hitparade)      | 2              |
| Reino Unido (UK Albums Chart)    | 1              |
| Estados Unidos (Billboard 200)   | 2              |

## Certificaciones
| País           | Organismo certificador | Certificación | Simbolización | Ventas    | Ref.   |
| -------------- | ---------------------- | ------------- | ------------- | --------- | ------ |
| Alemania       | BVMI                   | 3× Oro        | 3●            | 450 000   | [ 21 ] |
| Argentina      | CAPIF                  | 2× Platino    | 2▲            | 80 000    | [ 22 ] |
| Australia      | ARIA                   | 7× Platino    | 7▲            | 490 000   | [ 23 ] |
| Austria        | IFPI                   | Platino       | ▲             | 40 000    | [ 24 ] |
| Bélgica        | UltraPop               | Oro           | ●             | 25 000    | [ 25 ] |
| Brasil         | ABPD                   | 2× Platino    | 2▲            | 250 000   | [ 26 ] |
| Canadá         | CRIA                   | Diamante      | ♦             | 1 000 000 | [ 27 ] |
| Dinamarca      | Hitlisten              | Platino       | ▲             | 40 000    | [ 28 ] |
| España         | PROMUSICAE             | Platino       | ▲             | 100 000   | [ 29 ] |
| Estados Unidos | RIAA                   | 7× Platino    | 7▲            | 7 000 000 | [ 30 ] |
| Finlandia      | IFPI                   | Platino       | ▲             | 15 000    | [ 31 ] |
| Francia        | SNEP                   | 3× Platino    | 3▲            | 300 000   | [ 32 ] |
| Grecia         | IFPI                   | Oro           | ●             | 10 000    | [ 33 ] |
| Hong Kong      | IFPI                   | Platino       | ▲             | 20 000    |        |
| Hungría        | MAHASZ                 | Oro           | ●             | 1000      | [ 34 ] |
| Irlanda        | IRMA                   | 8× Platino    | 8▲            | 120 000   | [ 35 ] |
| Italia         | FIMI                   | Diamante      | ♦             | 500 000   | [ 36 ] |
| Japón          | RIAJ                   | Diamante      | ♦             | 1 750 000 | [ 37 ] |
| Noruega        | IFPI                   | Platino       | ▲             | 30 000    |        |
| Nueva Zelanda  | RIANZ                  | 4× Platino    | 4▲            | 60 000    | [ 38 ] |
| Países Bajos   | NVPI                   | Platino       | ▲             | 80 000    | [ 39 ] |
| Polonia        | ZPAV                   | Oro           | ●             | 10 000    | [ 40 ] |
| Portugal       | AFP                    | Platino       | ▲             | 15 000    |        |
| Reino Unido    | BPI                    | 6× Platino    | 6▲            | 1 800 000 | [ 41 ] |
| Suecia         | IFPI                   | Platino       | ▲             | 40 000    | [ 42 ] |
| Suiza          | Swiss Charts           | 2× Platino    | 2▲            | 80 000    | [ 43 ] |

## Premios y nominaciones
| Año  | Premio                 | Categoría                            | Resultado |
| ---- | ---------------------- | ------------------------------------ | --------- |
| 2002 | Billboard Music Awards | Álbum del año                        | Nominada  |
| 2003 | Grammy Awards          | Mejor álbum vocal pop                | Nominada  |
| 2003 | Japan Gold Disc Awards | Álbum Pop-rock internacional del año | Ganadora  |
| 2003 | Juno Awards            | Álbum del año                        | Ganadora  |
| 2003 | Juno Awards            | Álbum pop del año                    | Ganadora  |
| 2003 | MTV Japón              | Álbum del año                        | Nominada  |